# Comte de Flandre (métro de Bruxelles)
Pour les autres significations, voir Liste des comtes de Flandre.
Comte de Flandre (en néerlandais : Graaf van Vlaanderen) est une station des lignes 1 et 5 du métro de Bruxelles située à Bruxelles, sur la commune de Molenbeek-Saint-Jean.

## Situation
La station de métro se situe sous la rue Sainte-Marie à Molenbeek-Saint-Jean et fait référence à la rue du Comte de Flandre voisine.
Elle est située entre les stations Étangs Noirs et Sainte-Catherine sur les lignes 1 et 5.

## Histoire
Station mise en service le 8 mai 1981. La construction de la station laissa les cicatrices d'une éventration d'un quartier tout entier (Rive Gauche) pendant presque trente ans.

## Service aux voyageurs

### Accès
La station compte trois accès :
- Accès no 1 : côté rue du Comte de Flandre (accompagné d'un escalator) ;
- Accès no 2 : côté canal de Charleroi (accompagné d'un escalator) ;
- Accès no 3 : au milieu de la rue Sainte-Marie (accompagné d'un ascenseur).

La particularité de cette station est qu'elle est la plus profonde des lignes 1 et 5 eu égard au passage de ces lignes sous le canal de Charleroi. 

### Quais
La station est de conception classique avec deux voies encadrées par deux quais latéraux. 

### Intermodalité
La station est desservie en journée par la ligne 51 du tramway de Bruxelles à distance à la station Porte de Flandre de l'autre côté du canal de Charleroi et de façon directe par la ligne 86 des autobus de Bruxelles.

### Photos du quartier

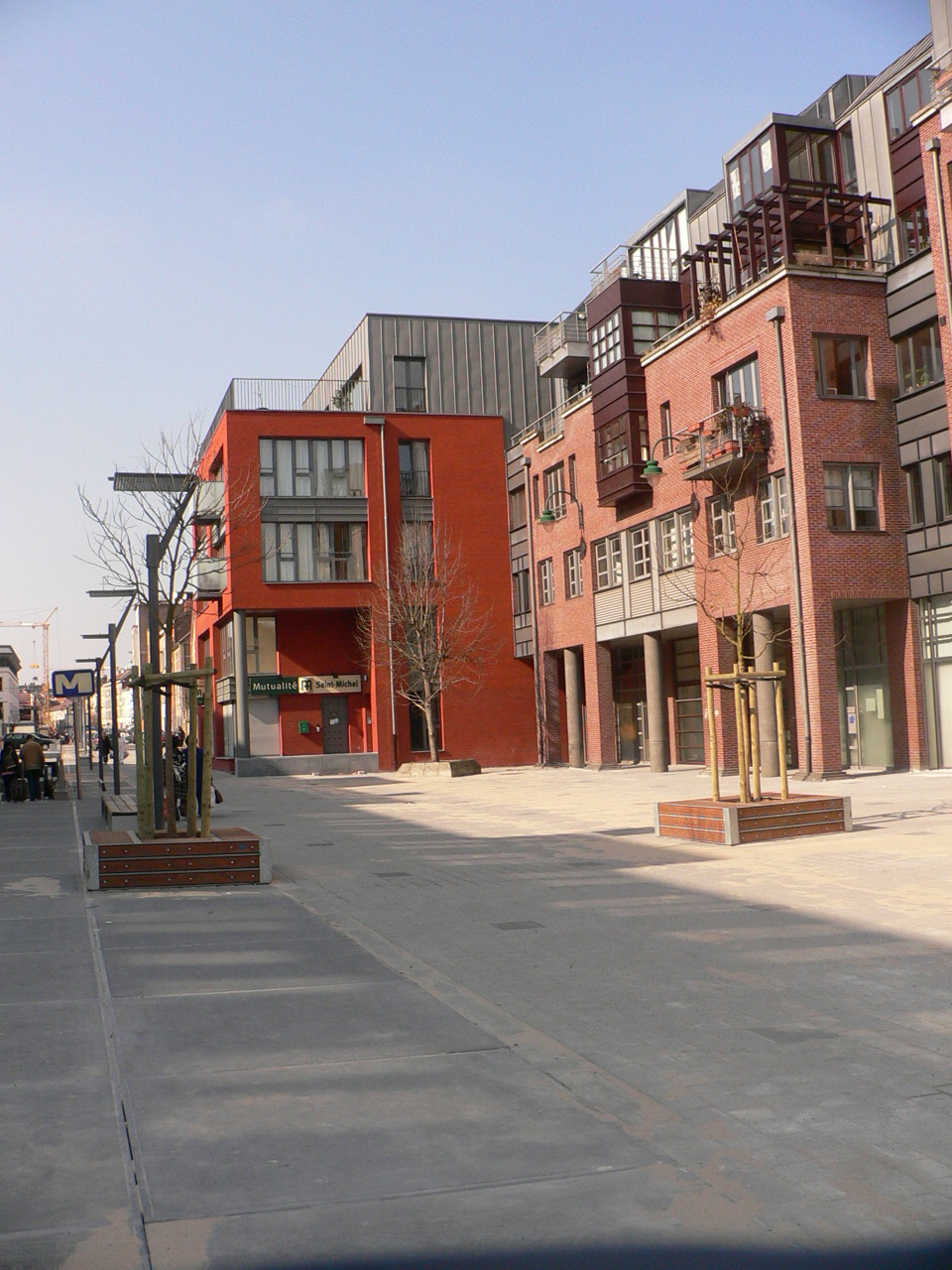
Quartier Comte de Flandre à Molenbeek
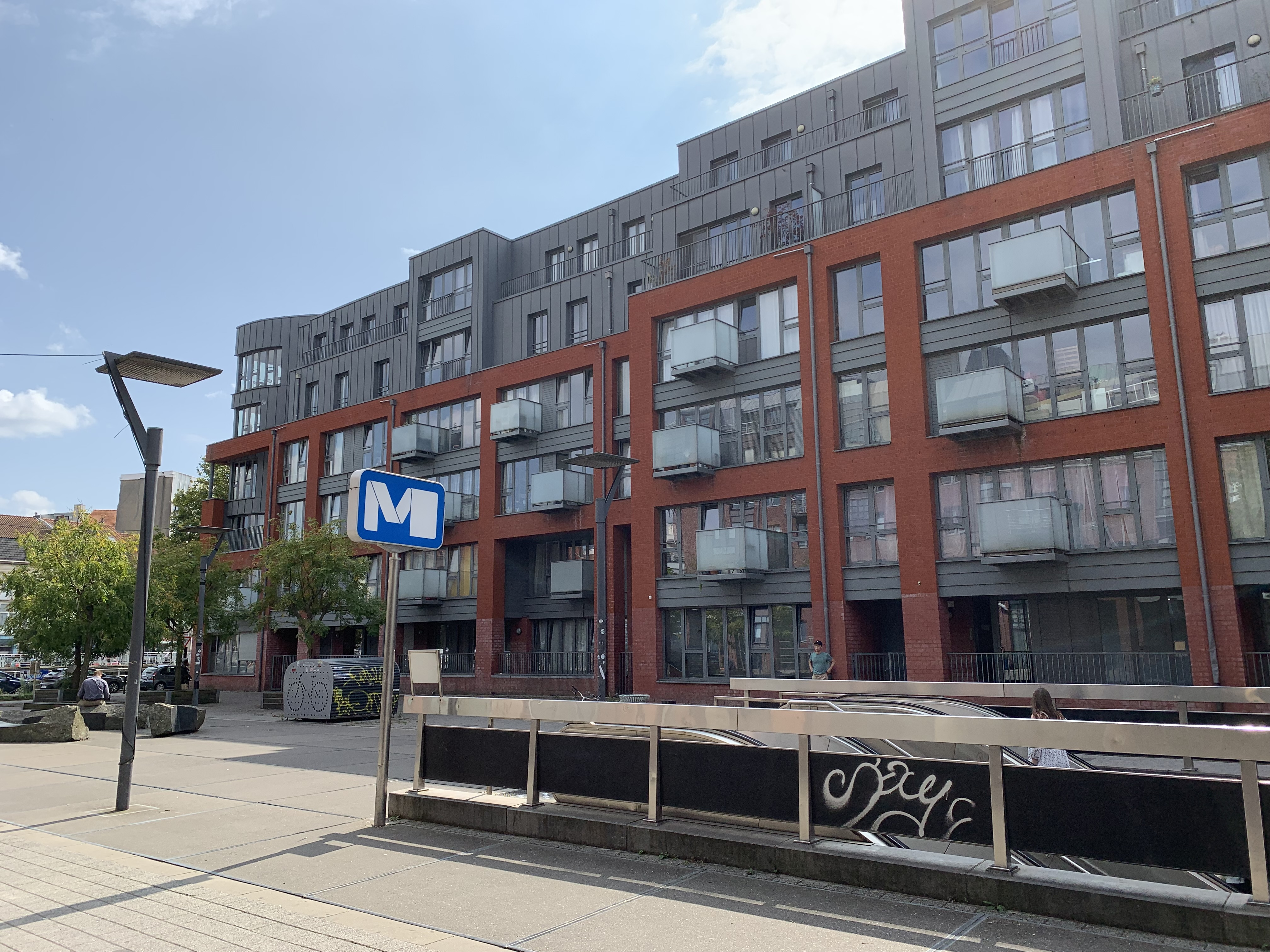
Quartier Comte de Flandre à Molenbeek

## À proximité
- Rive Gauche (Bruxelles)
- Siège de l'UITP
- Parvis Saint-Jean Baptiste
- Maison communale de Molenbeek-Saint-Jean
- Rue Antoine Dansaert